# Tomás de Woodstock
Tomás de Woodstock, 1.º Duque de Gloucester, 1.º Conde de Buckingham, 1.º Conde de Essex, Duque de Aumale KG (7 de janeiro de 1355 - 8 de setembro de 1397) foi o filho mais novo do rei Eduardo III de Inglaterra e de Filipa de Hainault. Tomás nasceu no Palácio de Woodstock, em Oxfordshire, e ficou conhecido por este apelido, pois era costume na época os herdeiros reais usarem como sobrenome o do local onde nasceram, apesar do seu sobrenome dinástico, ou seja, o nome de sua Casa Real ser Plantageneta.

## Vida
Nasceu em Oxfordshire, em 1355. Até completar um ano já havia enfrentado duas pneumonias e uma infecção que quase o levou a morte. Ele se casou com Leonor de Bohun em 1376 e herdou o título de Conde de Essex, de seu sogro, Humberto de Bohun, 7.º conde de Hereford. A irmã mais nova da esposa de Woodstock, Maria de Bohun, posteriormente foi casada com Henry Bolingbroke, que eventualmente se tornou Henrique IV de Inglaterra.
Aos 22 anos, em 1377, Woodstock foi criado Conde de Buckingham. Em 1385, ele recebeu o título de Duque de Aumale e mais ou menos na mesma época foi criado Duque de Gloucester.

## Vida Militar
Tomás comandou uma das maiores campanhas do período. Isto seguiu-se a Guerra da Sucessão Bretã, quando forças inglesas tinham apoiado João V, Duque da Bretanha, contra o seu rival para o ducado Carlos de Blois, que foi apoiado pela França. À frente de um exército inglês, João foi vitorioso, mas os franceses continuaram a minar a sua posição, e mais tarde ele foi forçado ao exílio na Inglaterra. Ele voltou em 1379, apoiado por barões bretões que temiam a anexação da Bretanha pela França.
Um exército inglês foi enviado por Woodstock para sustentar sua posição. Devido as preocupações com a segurança, foi utilizada uma rota marítima mais longa para a Bretanha e o exército foi transportado para o reduto continental inglês de Calais, em julho de 1380. Conforme Woodstock marchava com seus 5 000 homens a leste de Paris, eles foram confrontados pelo Duque de Borgonha com o exército de Troyes, mas o francês tinha aprendido na Batalha de Crécy e de Poitiers a não oferecer uma batalha campal para o inglês, então os dois exércitos eventualmente marcharam por um longo tempo. Operações defensivas francesas foram, em seguida, jogadas em desordem pela morte de Carlos V, alguns dias depois. O chevauchée de Woodstock continuou para o oeste, em grande parte sem oposição, e, em novembro 1380, ele sitiou Nantes e sua vital ponte sobre o rio Loire para a Aquitânia. No entanto, ele se viu incapaz de formar um estrangulamento eficaz e planos urgentes foram postos em prática para Sir Thomas Felton trazer 2 000 reforços da Inglaterra.
Em janeiro, no entanto, tornou-se aparente que o duque da Bretanha se reconciliou com o novo rei francês e, com a aliança em colapso e a disenteria devastando seus homens, Woodstock abandonou o cerco e aceitou o pagamento de 50 000 francos pelo Duque da Bretanha.

## Disputa
Thomas era o líder dos Lords Appellant, um famoso grupo de nobres que pretendiam deturpar o poder de Ricardo II da Inglaterra (sobrinho de Thomas), e que obtiveram sucesso em 1388, quando conseguiram enfraquecer significantemente o poder do rei. Ricardo II conseguiu dispor dos Lords Appellant em 1397, e Thomas foi preso em Calais para aguardar julgamento por traição.
Durante esse tempo, ele foi assassinado, provavelmente por um grupo de homens liderados por Tomás de Mowbray, 1.º Duque de Norfolk, e Nicholas Colfox, supostamente em nome de Ricardo II. Isso causou um clamor entre a nobreza da Inglaterra, que é considerada por muitos como tendo adicionado à impopularidade do rei.

## Casamento
Sua relação com a esposa era totalmente cordial, falavam pouco e na maioria das vezes o assunto era relacionado aos filhos, e ela tinha um jeito aspero.
Juntos, Eleanor e Thomas teve cinco filhos:
- Humberto, 2.º Conde de Buckingham;
- Ana de Gloucester, casada com Tomás Stafford, 3.º Conde de Stafford; depois com Edmundo Stafford, 5.º Conde de Stafford; e depois com Guilherme Bourchier, Conde d'Eu;[1]
- Joana, casada com Gilberto Talbot, 5.º Lorde Talbot, morreu no parto;
- Isabel;
- Filipa.

Como ele foi logrado como um traidor, seu ducado de Gloucester foi perdido. O título de conde de Buckingham foi herdado por seu filho, que entretanto morreu apenas dois anos depois, em 1399. A filha mais velha de Woodstock, Ana, casou-se na poderosa família Stafford, que foram Condes de Stafford. Seu filho, Humphrey Stafford foi criado Duque de Buckingham em 1444 e também herdou parte das propriedades de Bohun.
A outra parte dessas propriedades - inclusive do Condado de Hereford, que tinha pertencido a Maria de Bohun e, em seguida, tinha sido incorporado nas participações da Casa de Lencastre - tornou-se uma questão de contenção no fim do século XV. A Casa de Lencastre governou a Inglaterra como reis entre 1399 e 1461. Quando Henrique VI foi deposto por Eduardo IV da Casa de York, Eduardo apropriou a metade para a propriedade da Coroa. O neto de Humphrey, Henrique Stafford, 2.º Duque de Buckingham, no entanto alegou que aquelas terras deveria ter sido devolvidas a ele em seu lugar. Vencido Eduardo, ele foi premiado com estas terras por Ricardo III, enquanto se aguarda a aprovação do Parlamento. Este foi, provavelmente, um dos motivos dos Buckingham em apoiar a adesão a Ricardo.